# Dan Mintz
Daniel "Dan" Mintz (sinh 25/09/1981) là một diễn viên, diễn viên hài và nhà văn người Mỹ.Anh được biết đến nhiều nhất với vai Tina Belcher, con gái lớn của Bob và Linda, trong chương trình hoạt hình Bob's Burgers.Là một diễn viên hài, anh ấy nổi tiếng với lối diễn xuất cực kỳ nghiêm túc, luôn nhìn thẳng về phía trước và không bao giờ nhìn về phía máy quay hoặc khán giả do chứng sợ sân khấu tự nhiên.